# Luxorobelisken
Luxorobelisken i Paris står mitt på Place de la Concorde och är ett av Paris historiska monument. Den är utförd i rosa granit, väger cirka 250 ton och är 23 meter hög. Den är täckt med hieroglyfer och avslutas uppåt med en gyllene spets.

## Historia
Parisobelisken är ursprungligen en av två obelisker som stod utanför templet i Luxor i Egypten och som restes av Ramses II cirka 1250 f.Kr. Båda obeliskerna skänktes 1829 till Frankrike av Muhammed Ali, Egyptens pascha och vicekung, men endast en av dem transporterades till Paris där den restes 1836. Den andra står på sin ursprungliga plats utanför templet. På den sockel som obelisken placerades beskrivs hur obelisken återuppbyggdes på Place de la Concorde och tekniken som användes. Den ursprungliga sockeln innehöll avbildningar av sexton babianer stående på bakbenen och vars kön var fullt synliga. För att inte väcka anstöt byttes den ut, men den ursprungliga sockeln kan i dag beskådas på Louvren.
Obelisken fraktades med en specialbyggd flatbottnad pråm som lämnade sydfranska Toulon i april 1831 och i augusti påbörjades seglatsen uppför Nilen till Luxor. Den 19 december kunde obelisken tas ombord på pråmen. På grund av högt vattenstånd i Nilen kunde återfärden ske först i augusti 1832. I januari 1833 lämnade pråmen Nilen men i Alexandria tvingades man till ett långt uppehåll på grund av dåligt väder. Först i april kunde resan fortsätta, genom hela Medelhavet, runt Spanien och ända upp till Rouen, där man seglade in på Seine; den 23 december 1833 nådde pråmen Paris. Ludvig Filip I beslöt då att placera obelisken på Place de la Concorde; ett monument utan koppling till fransk historia skulle förhindra att någon inrikespolitisk fraktion lade beslag på platsen, som burit på stark symbolik sedan franska revolutionen. Obelisken restes under stor pompa och ståt den 25 oktober 1836 och myntade termen Kleopatras nålar. En förgylld pyramidion placerades 1998 på den i Paris uppställda obeliskens topp.

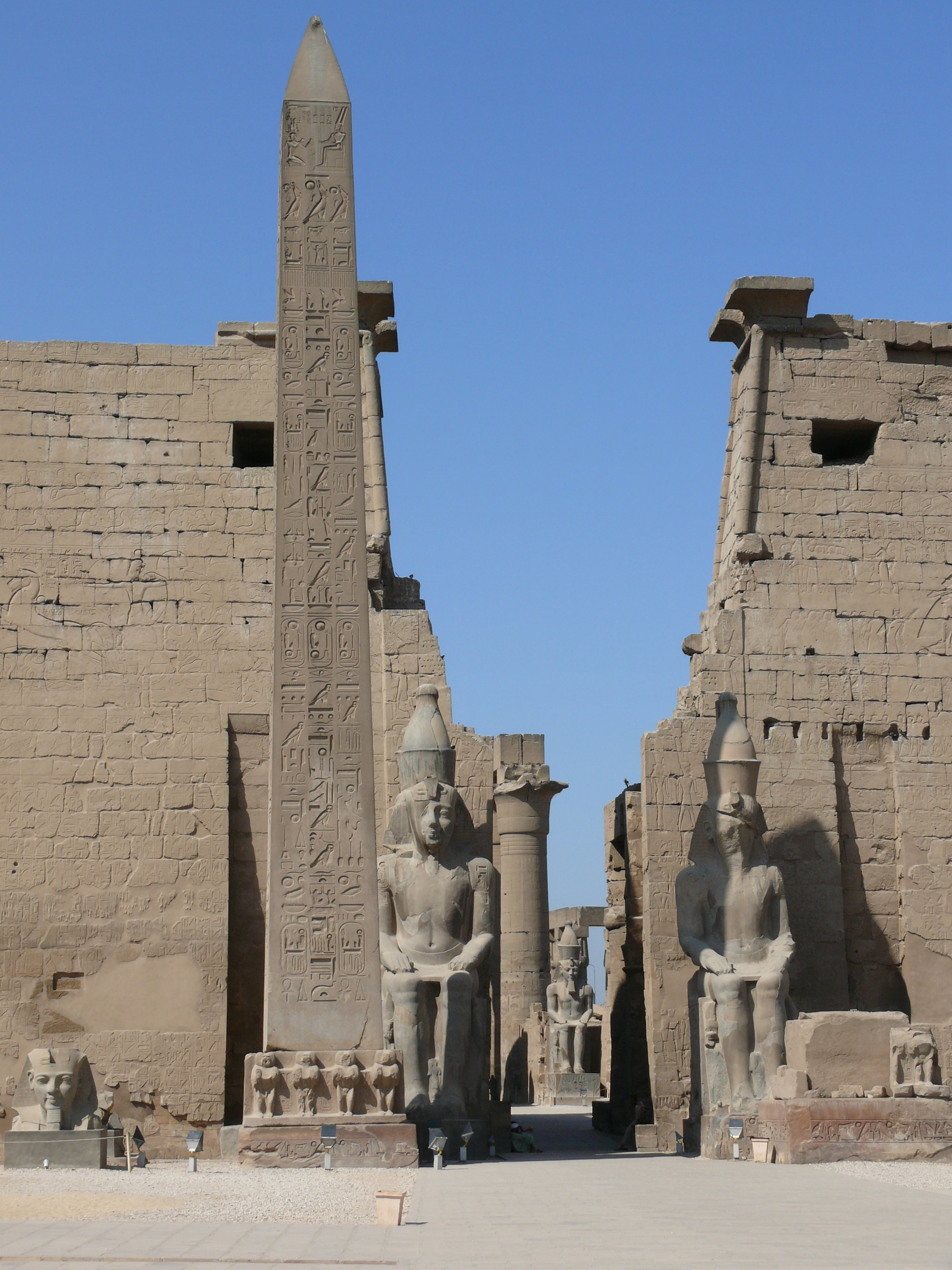
Den kvarvarande obelisken vid Luxortemplet i Luxor. Parisobeliskens fundament till höger.
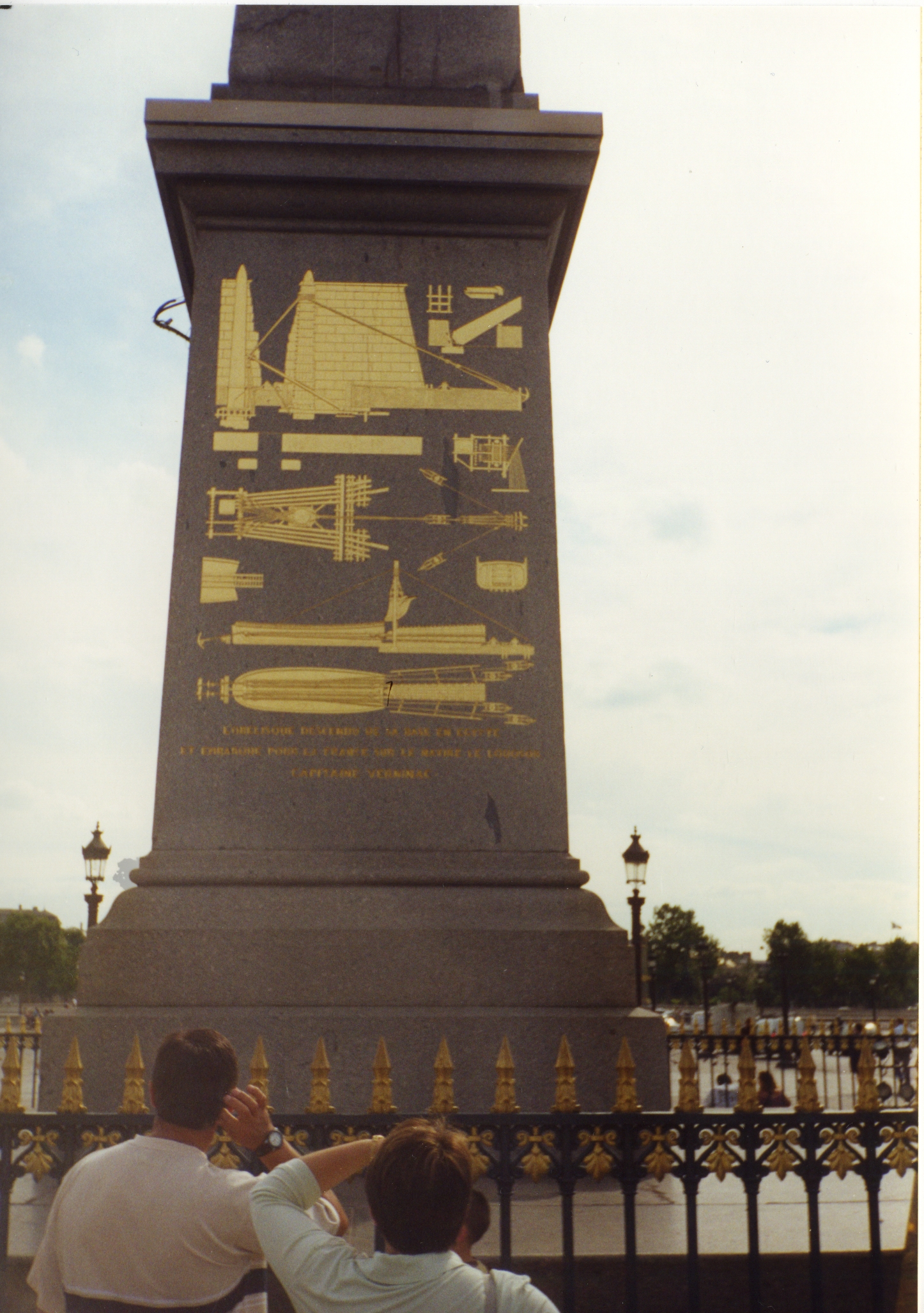
Inristningar på sockeln.